# Língua tukang besi
Tukang Besi é uma língua austronésia falada nas ilhas Tukangbesi do litoral sueste de Sulawesi,  Indonésia , por cerca de 200 mil pessoas..

## Fonologia
O dialeto norte de Tukang Besi tem 25 fonemas consoantes e cinco vogais básicas. A sílaba tônica é geralmente a penúltima. A linguagem tem duas consoantes implosivas, o que é muito raro entre as línguas do mundo. As consoantes plosivas-coronais e /s/ tem correspondentes nasais que funcionam como fonemas separados.

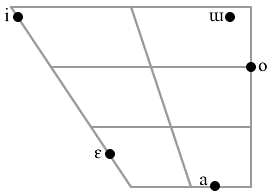
Vogais do Tukang Besi

|                |                | Bilabial | Bilabial | Dental/ Alveolar | Dental/ Alveolar | Velar | Velar | Glotal |
| -------------- | -------------- | -------- | -------- | ---------------- | ---------------- | ----- | ----- | ------ |
| Nasal/oclusiva | Nasal/oclusiva | m        | m        | n                | n                | ŋ     | ŋ     |        |
| Plosivo        | plain          | p        | b        | t̪                | (d̪)              | k     | ɡ     | ʔ      |
| Plosivo        | prenasalizada  | mp       | mb       | n̪t̪               | n̪d̪               | ŋk    | ŋɡ    |        |
| Implosiva      | Implosiva      |          | ɓ        |                  | ɗ̪                |       |       |        |
| Fricativa      | plain          |          | β        | s                | (z)              |       |       | h      |
| Fricativa      | prenasalizeada |          |          | n̪s̪               |                  |       |       |        |
| Vibrante       | Vibrante       |          |          | r                | r                |       |       |        |
| Lateral        | Lateral        |          |          | l̪                | l̪                |       |       |        |

/b/ é usada somente em palavras de origem estrangeira e contrasta com /ɓ/. [d] [z] não são fonêmicas e aparecem somente como alofones de /dʒ/ que somente aparece em palavras estrangeiras.

## Gramática

### Substantivos
Tukang Besi não tem gênero ou número gramatical. É uma língua ergativo-absolutiva.

### Verbos
Tukang Besi tem um tempo futuro flexiondol, que é indicado com prefixos, mas não tem pretérito.

### Substantivos
Tukang Besi não tem gênero ou número gramatical. É uma língua ergativo-absolutivo]].

### Verbos
Tukang Besi tem um tempo futuro flexionado, que é indicado com prefixos, mas não tem pretérito.

### Ordem das palavras
Tukang Besi usa ordem de palavras verbo-objeto-sujeito, que também é usada pelo Fijiano. Como muitas línguas austronésias, tem preposições, coloca adjetivos, genitivos e determinantes após os substantivos. As perguntas sim-não são indicadas por uma partícula no final da frase.